# 国家机关事务管理局达园服务中心
国家机关事务管理局达园服务中心，位于北京市海淀区颐和园路福缘门甲1号，隶属国家机关事务管理局宾馆管理中心。

## 简介
国家机关事务管理局达园服务中心，原名达园宾馆，因位于“达园”而得名。达园位于圆明园西福缘门，地处颐和园以东、圆明园西南，大约建于民国八年（1919年）至民国十一年（1922年）间，是军阀王怀庆修筑的私家花园，也是京西私家园林中最晚兴建的一座。该园利用圆明园外前湖的大面积水域，形成了十分辽阔的水景，并且构筑有绿荫长堤及湖心岛。园内建筑错落，假山水榭辉映，小桥流水成趣，还点缀有若干圆明园遗物。该园是如今京西保存最为完整的园林之一。1984年，达园被北京市人民政府公布为北京市文物保护单位。 
达园宾馆原名“7089宾馆”。当时用该数码为馆名，不仅是为保密，也有纪念意义。7089宾馆占地面积12万多平方米，拥有主房4栋、配房十余间、附属房若干，园林内有湖面、假山、水榭、花草、树林。1970年6月、7月间，中华人民共和国的外事接待部门根据国务院总理周恩来指示，为柬埔寨国家元首西哈努克一行在北京安排住所。在给周恩来的请示报告中，提议将此处庭院装修后供西哈努克亲王居住。1970年8月9日，周恩来在报告上批示同意，并且拨款30万元人民币。“7089宾馆”的命名，便是由周恩来作出批示的1970年8月9日而来。该宾馆的创建以及涉外的定位，也是由该批示而来。
1970年3月，柬埔寨国家元首西哈努克亲王访问苏联期间，被美国支持策划的朗诺-施里玛达集团发动政变推翻。同年，中共中央主席毛泽东发表《五·二〇声明》，支持西哈努克亲王领导的救国斗争。西哈努克亲王转道中国，毛泽东主席、周恩来总理决定将他留在中国避难。西哈努克亲王刚到时，住钓鱼台国宾馆，但因为钓鱼台国宾馆戒备森严，居住和工作很不方便。为此，周恩来才作出上述批示。
1970年9月30日，张平（7089宾馆第一任负责人）从设在宁夏回族自治区的国务院直属“五·七”干校调回北京，同年10月初，正式接收了这处原来由中共中央办公厅管理的“达园”。张平被任命为该宾馆负责人。宾馆的装修工程由中国人民解放军总后勤部营房部经过两个多月施工，在1970年10月上旬完工。宾馆随即开始布置。1970年11月中旬，周恩来亲自到7089宾馆视察，仔细察看4栋主房、配房、庭院环境，听取了张平等人的情况汇报，称赞宾馆房屋布局及庭院环境好。但周恩来虑及该宾馆如果给西哈努克亲王一行使用，房屋或许不够。所以周恩来指示，将该宾馆和东交民巷十五号宾馆，都提供给西哈努克亲王挑选。后来西哈努克亲王选中东交民巷十五号宾馆，张平等全套班子也随西哈努克亲王转移到东交民巷十五号宾馆工作。虽然7089宾馆没被西哈努克亲王选中，但该宾馆自此扬名，越办越出色，承担了西哈努克亲王、宾努亲王等不少重要外宾及中央首长的接待工作。“三国四方会议”便是在此召开。
21世纪初，达园宾馆主要承担国务院举办的小型会议及重要宾客的接待任务，同时也为中外宾客提供公寓服务。达园宾馆总占地面积147,000余平方米，其中湖水面积33,000多平方米，总建筑面积26,600多平方米。达园宾馆有19栋公寓楼，3栋会议楼，292间客房，10个会议室，17个餐厅，并设有商务中心、电影厅、游泳池、健身房、垂钓等设施。
2018年，达园宾馆更名国家机关事务管理局达园服务中心，仍为事业单位。